# Christoph Schlewinski

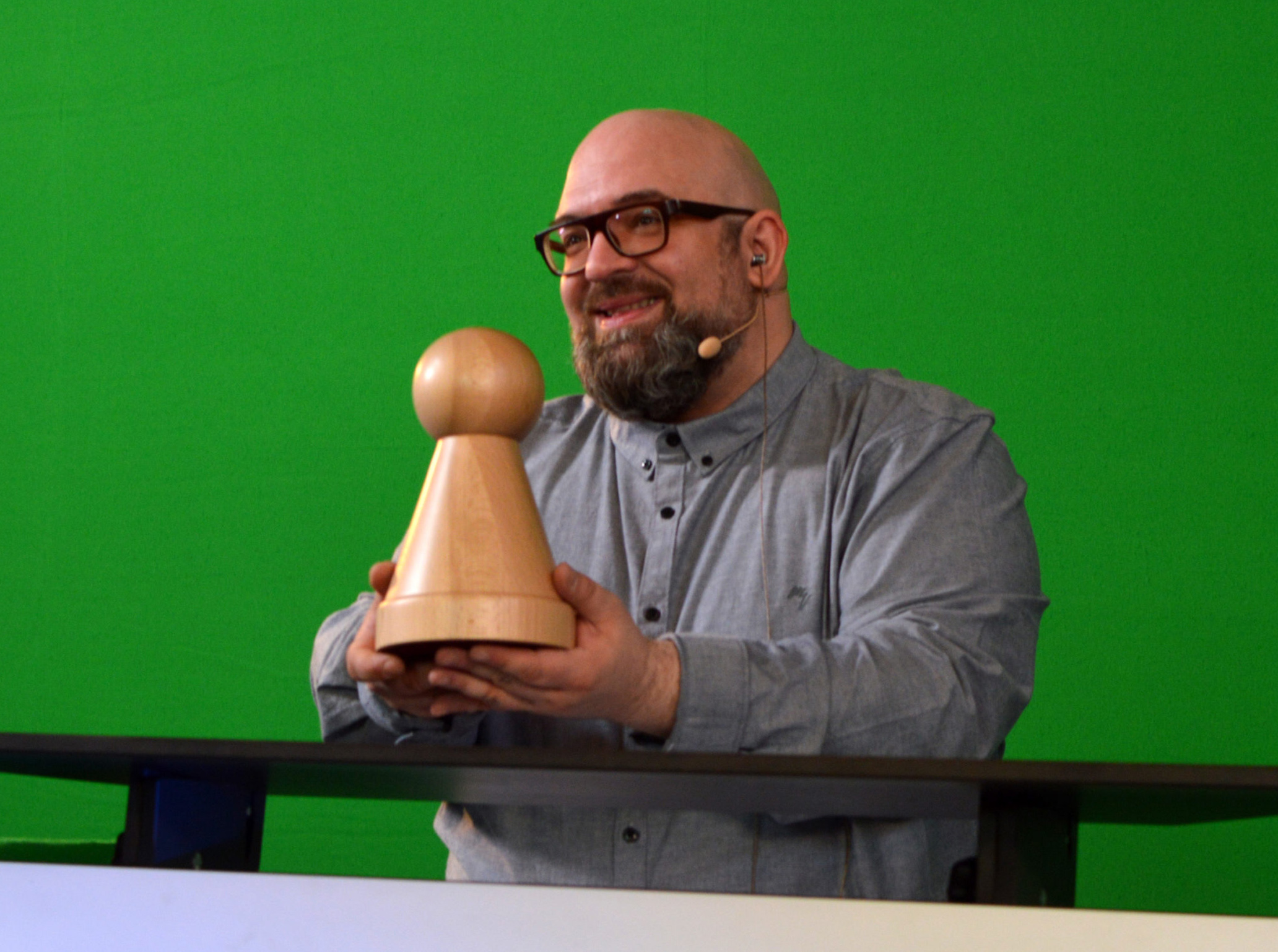
Jurykoordinator Christoph Schlewinski übergibt die Auszeichnung für das Kinderspiel des Jahres 2020.

Christoph Schlewinski ist ein deutscher Drehbuchautor, Storyliner und Spielekritiker. 

## Leben und Karriere
Schlewinski ist seit Mitte der 2000er-Jahre im deutschen Fernsehen tätig. Er arbeitete an zahlreichen Produktionen als Autor, Storyliner, Dialogautor und Chefautor. Zu seinen bekanntesten Serien zählen Verbotene Liebe und Alles was zählt. Daneben schrieb er Drehbücher auch für Fernsehfilme wie Final Contract: Death on Delivery.
Neben seiner Fernseharbeit engagierte er sich über viele Jahre in der Marler „Spieliothek“, einer Einrichtung des Jugendamts Marl, und entwickelte eine starke Leidenschaft für das Thema Spielkultur, insbesondere Brettspiele.

## Werke
Serien
- Alles was zählt (2006–2010) – Storyliner, Autor
- 112 – Sie retten dein Leben (2008–2009) – Chefautor, Dialogautor
- Verbotene Liebe (2010–2011) – Dialogautor, Head Writer Script

Fernsehfilme
- Hammer & Hart (2006) – Drehbuch
- Good Girl, Bad Girl (2006) – Drehbuch
- Final Contract: Death on Delivery (2006) – Drehbuch